# Mattafix
A Mattafix egy brit könnyűzenei duó. Tagjai: Marlon Roudette és Preetesh Hirji. Sajátos zenei világuk hiphop/rap, alternatív rock, R&B, reggae, dancehall, blues, dzsessz, soul és világzenei elemeket ötvöz. 2006-ban megnyerték a Sopoti Dalfesztivált.

## Biográfia
Marlon Roudette Londonban született és a Karib-térség Saint Vincent és a Grenadine-szigetek nevű államában nevelkedett, ahová kisgyermekként édesanyjával és nővérével költözött. Állítólag e szigeteken a „mattafix” kifejezés annyit tesz: matter fixed, azaz semmi baj, minden el van boronálva.
 Preetesh Hirji indiai szülők gyermekeként szintén Londonban látta meg a napvilágot.

## Albumok

### Signs of a Struggle(2005–2006)
Az első kislemezüket 2005. január 13-án 11.30 (Dirtiest Trick in Town) címmel jelentették meg a Buddhist Punk Recordsnál. Ez a dal azonban nem került fel a slágerlistákra.
Második kislemezüket az EMI-nál készítették Big City Life címmel és 2005. augusztus 8-án került a boltokba. Az Egyesült Királyságban 15. volt, Németországban, Ausztriában, Olaszországban, Svájcban és Új-Zélandon pedig vezette a slágerlistákat.
A harmadik kislemez 2005. október 24-én készült el Passer By címmel. Sikere sokkal szerényebb volt, mint a második lemezé, az Egyesült Királyságban csak a 79. helyig jutott a slágerlistákon. Mivel a Signs of a Struggle című első nagylemezüket egy héttel később dobták a piacra, e kislemezt csak az Egyesült Királyságban és Lengyelországban jelentették meg.
A Sings of a Struggle pozitív kritikákat kapott és több európai országban felkerült a TOP 100-as slágerlistákra. Az Egyesült Királyságban azonban csak a 159. lett (UK Albums Chart)

### Rhythm & Hymns(2007–2008)
A zenekar 2007. szeptember 7-én készítette el első kislemezét a Rhythm & Hymns albumról Living Darfur címmel. Ekkor még csak a weboldalukról lehetett letölteni. Fizikailag október 22-én került a boltokba.

A videóklipben, melyet Kelet-Csád háború sújtotta területén forgattak, hogy felhívják az emberek figyelmét az ott folyó kegyetlenkedésekre, szerepelt Matt Damon is. Ehhez kapcsolódóan létrehozták a Living Darfur honlapot is, melyen egy, az ENSZ-hez intézett petíciót írhatnak alá az emberek, illetve informálódhatnak a Dárfúri konfliktusról.